# Vitlyckes hällristningar

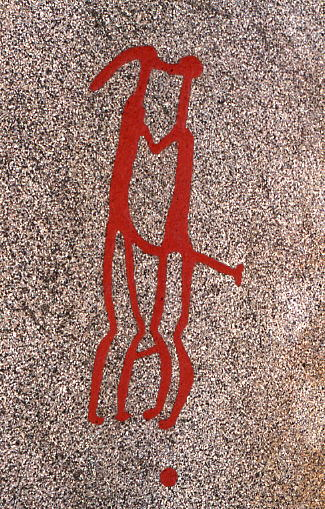
"Brudparet"

Vitlyckes hällristningar i Tanums kommun, Bohuslän är daterade till den skandinaviska bronsåldern, ca 1700–300 f.Kr. De ingår tillsammans med övriga närliggande hällristningsfält i hällristningsområdet i Tanum i Unescos världsarvslista över omistliga fornlämningar. 
Den största hällen, Vitlyckehällen, är 22 meter lång och har ca 500 inhuggna figurer varav många är skålgropar och skeppsbilder. Ett av motiven är det så kallade Brudparet, en man och en kvinna som håller om varandra och intill dem en mansfigur med en rest yxa. Enligt en teori handlar det om ett rituellt bröllop. Bland övriga ristningar finns en av ett djur som tros vara en blåval. Havsdjur är annars sällsynta bland hällristningar.
I närheten av hällen finns fyra mindre hällar och två gravrösen från äldre bronsålder.
|  |  |  |